# ザ・ラック・オブ・ジ・アイリッシュ
「ザ・ラック・オブ・ジ・アイリッシュ」（The Luck of the Irish ）は、ジョン・レノンが1972年にオノ・ヨーコと共同名義で発表した、生前唯一の2枚組アルバム『サムタイム・イン・ニューヨーク・シティ』の収録曲である。

## 解説

### 経緯
本曲と並んで『サムタイム・イン・ニューヨーク・シティ』に収録された「血まみれの日曜日」と同様に、北アイルランド問題を告発したレノンとオノの共作曲である。

### 内容
直接の弾圧行為を糾弾したプロテストソングであるが、原題が「アイルランドの民ならば」とあるように、歌詞はイギリスによる侵略、収奪、虐殺に対するアイルランドの民の嘆き、悲しみ、怒りの声を表現している。
- 「もしあなたがアイルランドの民として生まれたならば、死んだほうがましだと嘆くだろう！ もしあなたがアイルランドの民として生まれたならば、イギリスの民だったらばと願っていただろう！」
- 「1000年もの苦しみと飢えの年月で民はこの土地を追われた。この美と豊饒の土地からイギリスの侵略者どもにレイプされた！ あまりにひどい！」
- 「一体何故アングロ・サクソンとスコットランドの民がアイルランドにいるんだ？ キリストを味方として人殺しをした連中、子供達とIRAが一方的に悪いとほざく連中、お前ならこそがならず者であるくせに！ そうさ！ ならず者！ くそったれさ！」

歌詞にはアイルランドにまつわるものが散りばめられている。
- シャムロックはアイルランドの国花。
- エールランドはアイルランドの古名。
- ゴールウェイはコノート地方ゴールウェイ県の県都である港湾都市。
- レプラコーンはアイルランド民話に出てくる妖精。
- ブラーニーストーンは口づけすると友好的になるという伝説を持つ石。